# Sida Košutić
Sida Košutić (Radoboj, 10 maart 1902 - Zagreb, 13 mei 1965) was een Kroatische schrijfster, dichteres en journaliste. De Kroatische publieke omroep, Hrvatska Radiotelevizija, noemde haar als een van de belangrijkste vrouwelijke auteurs in de nationale literatuur van de 20e eeuw.

## Biografie
In het koninkrijk van Serviërs, Kroaten en Slovenen groeide Sida Košutić op. Ze ging naar de middelbare school in Karlovac. Vervolgens studeerde zij in Zagreb, waar ze het diploma pedagogie behaalde. Aanvankelijk werkte ze als lerares. Meer en meer besteedde ze haar tijd aan het schrijven van gedichten, romans en kleine theaterstukken; daarnaast werkte ze als proeflezer en journaliste. Haar meest bekende werk is S naših njiva ('Vanuit onze velden'): dit is een meerdelig werk in romanvorm dat op gevoelige wijze het leven van de plattelandsvrouw beschrijft. Haar gedichten waren religieus geïnspireerd. Reeds in de jaren 1920 stichtte zij, naast anderen, de Kroatische schrijversbond.
Na de Tweede Wereldoorlog - het koninkrijk was ondertussen de Federale Republiek van Joegoeslavië geworden - verloor zij haar bestuursfunctie bij de schrijversbond van Kroatië. Het enige wat zij nadien publiceerde, waren journalistieke artikels en columns in tijdschriften. Haar aandacht ging uit naar vrouwenrechten.
- Bibliothèque nationale de France: cb127070219 (data)
- Gemeinsame Normdatei: 133606392
- International Standard Name Identifier: 0000 0001 1068 0562
- Library of Congress Control Number: n85248462
- Nationale Bibliotheek van Tsjechië: js20020812284
- Nederlandse Thesaurus van Auteursnamen: 071386017
- Système universitaire de documentation: 196512123
- Virtual International Authority File: 65200969
- WorldCat: E39PBJyWYRgXBhgqr7WGHhhj4q